# Foreplay
Pour plus de détails, voir Fiche technique et Distribution.
Foreplay est un film à sketches américain réalisé par John G. Avildsen, Bruce Malmuth, Robert McCarty et Ralph Rosenblum, sorti en 1975.

## Fiche technique
- Titre français : Foreplay
- Réalisation : John G. Avildsen, Bruce Malmuth, Robert McCarty et Ralph Rosenblum
- Scénario : Dan Greenburg, Jack Richardson, Bruce Jay Friedman et David Odell
- Musique : Gary William Friedman et Stan Vincent
- Pays d'origine : États-Unis
- Genre : comédie
- Date de sortie : 1975

## Distribution
- Zero Mostel : Président / Don Pasquale
- Estelle Parsons : Première dame / Barmaid
- Pat Paulsen : Norman
- Irwin Corey : Professeur Irwin Corey
- Jerry Orbach : Jerry Lorsey
- Louisa Moritz : Lt. Sylvia Arliss
- George S. Irving : le révérend
- Paul Dooley : le vendeur
- Thayer David : le général
- Garry Goodrow : le directeur de la télé
- Sudie Bond : la mère